# Russell Hall
Russell Hall (* um 1995) ist ein jamaikanischer Jazzmusiker (Kontrabass, E-Bass, Komposition) des Modern Jazz.

## Leben
Hall, der aus Kingston (Jamaika) stammt, begann mit 14 Jahren Kontrabass zu spielen, als er an die Dillard High School in Fort Lauderdale eingeladen wurde, wo ihn Christopher Dorsey unterrichtete und er im Dillard Center for the Arts Jazz Ensemble spielte, mit dem er 2011 und im Folgejahr die Essentially Ellington Jazz Band Competition gewann. Hall erlangte 2012 nationale Anerkennung als Mitglied der Jazz Band of America, des Vail Jazz Workshop sowie als Finalist des Young Arts and Grammy Jazz Ensemble. 2013 war er Teil des Emmy-nominierten Films HBO: Masterclass with Wynton Marsalis. Anschließend studierte er an der Juilliard School in New York City bei Ron Carter, Wynton Marsalis und Ben Wolfe. In New York spielte er seitdem mit Musikern wie Branford und Wynton Marsalis, Kathleen Battle, Wayne Shorter, Roy Haynes, Heath Brothers, Barry Harris, Jon Batiste und mit Mwenso and the Shakes. Erste Aufnahmen entstanden mit Whitney Marchelle (Dig Dis).
In den folgenden Jahren spielte Hall u. a. mit Joey Alexander (My Favorite Thing), Herlin Riley (New Direction), Allan Harris (Nobody's Gonna Love You Better) und im Trio von Emmet Cohen (Dirty in Detroit, mit Kyle Poole). Er wirkte auch bei Emmet Cohens Album Future Stride (2021) mit. In seinem Bandprojekt  The Enigmatics(2019), das die Musik von Thelonious Monk, Lester Young, Willie The Lion Smith und Dizzy Gillespie interpretiert, spielen Ruben Fox (Tenorsaxophon), Sean Mason (Piano) und Evan Sherman (Schlagzeug). Im Bereich des Jazz verzeichnet Tom Lord zwischen 2014 und 2020 elf Aufnahmesessions, an denen Hall beteiligt war. Zu hören ist er u. a. auf Tyshawn Soreys Album The Off-Off Broadway Guide to Synergism (2022) und Emmet Cohens Uptown in Orbit (2022).